# César Joannis de Verclos
Pour les articles homonymes, voir Joannis.
César Auguste Joseph de Joannis de Verclos est un homme politique français né à Avignon, en Vaucluse, le 9 avril 1786 et décédé dans la même ville le 7 août 1861. Il est député de Vaucluse sous le Second Empire.

### Sources
- « César Joannis de Verclos », dans Adolphe Robert et Gaston Cougny, Dictionnaire des parlementaires français, Edgar Bourloton, 1889-1891 [détail de l’édition]